# Hypsopanchax
Hypsopanchax – rodzaj ryb karpieńcokształtnych z rodziny piękniczkowatych (Poeciliidae).

## Klasyfikacja
Gatunki zaliczane do tego rodzaju:
- Hypsopanchax catenatus
- Hypsopanchax deprimozi
- Hypsopanchax jobaerti
- Hypsopanchax jubbi
- Hypsopanchax modestus
- Hypsopanchax platysternus
- Hylopanchax silvestris
- Hypsopanchax zebra